# Dactylocerca ashworthi
Dactylocerca ashworthi is een insectensoort uit de familie Anisembiidae, die tot de orde webspinners (Embioptera) behoort. De soort komt voor in de Verenigde Staten (AZ), Mexico (Sonora).
Dactylocerca ashworthi is voor het eerst wetenschappelijk beschreven door Ross in 1984.